# Pulleritsu
Pulleritsu – wieś w Estonii, w prowincji Viljandi, gminie Viljandi. Do 20 października 2013 w gminie Paistu.
Wieś położona jest nad jeziorem Kulli.